# Takuto Hashimoto
Takuto Hashimoto (japanisch 橋本 拓門 Hashimoto Takuto; * 11. April 1991 in der Präfektur Chiba) ist ein japanischer Fußballspieler.

## Karriere
Takuto Hashimoto erlernte das Fußballspielen in der Jugendmannschaft von Kashiwa Reysol und der Universitätsmannschaft der Kokushikan-Universität. Seinen ersten Vertrag unterschrieb er im Februar 2014 beim Fukushima United FC. Der Verein aus Fukushima spielte in der dritten japanischen Liga, der J3 League. Hier stand er bis 2020 unter Vertrag. Für Fukushima absolvierte er 203 Ligaspiele. Im Januar 2021 unterschrieb er in Kuwana einen Vertrag beim Viertligisten Veertien Mie. Nach 79 Ligaspielen wechselte er Anfang 2023 zum unterklassigen FC Rowdy Moriya.